# Прапор Пенсільванії
Прапор Пенсільванії (англ. Flag of Pennsylvania) — один з
державних символів американського штату
Пенсільванії.
Прапор являє собою синє прямокутне полотнище із зображенням в центрі герба штату. Затверджений спочатку у 1799 році, поточний дизайн прапора був прийнятий у 1907 році.
Герб штату оточений запряженими конями з обох боків і білоголовим орланом зверху, що символізує вірність Пенсільванії Сполученим штатам. Герб штату включає корабель під вітрилами, плуг і три снопи хліба, що вказують на значення комерції, праці, наполегливості і сільського господарства для штату. Герб оточують стебло кукурудзи зліва і гілка оливи справа. Вони символізують шану штату до минулого і його надію на майбутнє. Слова під щитом: «Гідність, Свобода і Незалежність»
((англ. "Virtue, Liberty and Independence")) є девізом штату.